# Fritz Pregl
Fritz Pregl (ur. 3 września 1869 w Laibach (ob. Lublana), Słowenia, zm. 13 grudnia 1930 w Grazu, Austria) – austriacki profesor chemii medycznej uniwersytetu w Innsbrucku (1910–1913) i Grazu (od roku 1913), laureat  Nagrody Nobla w dziedzinie chemii w roku 1923.

## Życiorys
Urodził się w Lublanie, tam też uczęszczał do gimnazjum, po czym wyjechał do Grazu, aby studiować medycynę na tamtejszym uniwersytecie. Tytuł magistra uzyskał w 1894 roku, ale jeszcze przed ukończeniem studiów został asystentem wykładowcy fizjologii i histologii Alexandra Rolletta. Rollett zmarł w 1903 roku, wówczas Fritz Pregl przejął jego stanowisko. W czasie asystentury zdobywał wiedzę z różnych dziedzin chemii od jej wykładowcy Zdenko Hansa Skraupa.
W 1904 roku wyjechał do Niemiec, gdzie studiował u Gustava von Hüfnera w Tybindze, Wilhelma Ostwalda na Uniwersytecie w Lipsku i Hermanna Fischera w Berlinie. Do Grazu wrócił w 1905 roku, podjął tam pracę w Instytucie Medyko-Chemicznym wraz z Karlem Bertholdem Hofmannem. W 1907 roku został mianowany chemikiem kryminalistycznym dla okręgu sądowego Grazu. Jego praca badawcza dotyczył wówczas albumin oraz kwasów żółciowych. Ograniczone ilości materiału dostępnego do badań spowodowała, że Pregl zainteresował się metodami analitycznymi pozwalającymi na ilościowe oznaczenie składu niewielkiej próbki materiału.
W latach 1910–1913 przebywał na Uniwersytecie w Innsbrucku, gdzie rozwijał swoje metody ilościowej mikroanalizy związków organicznych. W 1913 roku wrócił na Uniwersytet w Grazu, w latach 1916–1917 pełnił tam funkcję dziekana Wydziału Medycyny, w od 1920 do 1921 roku wicekanclerza uczelni.

## Prace badawcze
Wśród osiągnięć F. Pregla jest wymieniane opracowanie metody analizy chemicznej związków organicznych na skalę mikro (1912–1916) – do dokładnych oznaczeń wystarcza 2–6 mg substancji. Metoda Pregla umożliwiła rozwój chemii związków naturalnych, trudno dostępnych w większych ilościach (np. witamin i hormonów zwierzęcych).

## Wyróżnienia i nagrody
- Lieben-Preis – 1914
- doktorat honoris causa Uniwersytetu w Getyndze – 1920
- Nagrody Nobla w dziedzinie chemii za opracowanie metody mikroanalizy substancji organicznych – 1923

Krótko przed śmiercią Fritz Pregl przekazał znaczną sumę pieniędzy Austriackiej Akademii Nauk na rzecz wsparcia badań mikrochemicznych. Pozwoliło to na przyznawanie dorocznej nagrody austriackiemu naukowcowi, który wykazał się ponadprzeciętnym dorobkiem w dziedzinie mikrochemii. Nagroda nosiła imię Fritza Pregla (Fritz-Pregl-Preis) i była przyznawana w latach 1931-2006.